# Peter Thomsen (företagsledare)
Peter Thomsen, född 1873 i Danmark, död 1950 i Sverige, var en dansk-svensk affärsman.

## Biografi
Peter Thomsen föddes i Hovtorp på Själland och flyttade i unga år till USA, där gifte han sig med den danskfödda Emma Poulsen-Brockman. De återvände till Danmark 1899 där han och hustrun startade tvåltillverkning under namnet Blaagaard. Affärerna blomstrade och 1916 startade Peter Thomsen  tillsammans med svenska vänner industriaktiebolaget Sylva med kontor och fabrik i Landskrona. Han övertog senare ensam ledningen av företaget och flyttade 1926 till Landskrona, som sedan förblev hans hem. Sylva, som bland annat tillverkade tvål, såpa och parfym, blev mycket framgångsrikt och Thomsen startade även varuhuskedjan Resia för att sälja produkterna. På 1930-talet hade Sylva över 500 anställda och 1933 utsågs Peter Thomsen till Riddare av Vasaorden och året därefter till Riddare av Dannebrogorden. Han dog barnlös 1950 och skänkte stora summor till välgörenhet bland annat i form av stipendiefonder, både i Sverige och Danmark. Han finansierade också utgrävning av gamla kyrkans grund i Landskrona. En minnessten för Thomsen lades 2024 på Landskronas Walk of Fame.